# Mohammad Reza Ameli Tehrani
Mohammad Reza Ameli Tehrani (Teheran, 31 dicembre 1927 – Teheran, 8 maggio 1979) è stato un politico e medico iraniano, ministro dell'istruzione nel governo Azhari.

## Biografia
Laureato presso la Facoltà di Medicina dell'Università di Teheran, proseguì specializzandosi in anestesiologia. Iniziò poi a lavorare all'interno della medesima Facoltà.
Attivo politicamente sin dall'età di 14 anni, fu uno dei più importanti pensatori del nazionalismo iraniano.
Il Tribunale rivoluzionario islamico di Teheran (istituito dopo la rivoluzione islamica) condannò Tehrani, così come altri 20 individui, accusandoli di essere "corruttori sulla terra e promotori della guerra contro Dio" e condannandoli collettivamente a morte. Tutti i 21 vennero giustiziati da un plotone d'esecuzione a Teheran l'8 maggio 1979.